# Arrossegament
|  | Per a altres significats, vegeu «Pesca d'arrossegament». |

En dinàmica de fluids, l'arrossegament és la força que actua en el sentit contrari del moviment relatiu d'un objecte que es mou respecte al fluid que l'envolta. Pot haver-hi arrossegament entre dues capes (o superfícies) de fluids o una superfície fluida i una de sòlida. A diferència d'altres forces de resistència, com ara la fricció, que pràcticament no depenen de la velocitat, les forces d'arrossegament hi tenen una relació directa. La força d'arrossegament és proporcional a la velocitat en un flux laminar i proporcional a la velocitat elevada al quadrat en un flux turbulent. Tot i que, en última instància, la causa de l'arrossegament és el fregament viscós, l'arrossegament turbulent és independent de la viscositat.